# Арнагельдыев, Арна Овез
Арна Овез (Арнаовез) Арнагельдыев — советский хозяйственный, государственный и политический деятель, Герой Социалистического Труда.

## Биография
Родился в 1904 году в ауле Эрден. Член КПСС.
С 1920 года — на хозяйственной, общественной и политической работе. В 1920—1964 гг. — дехканин в хозяйстве отца, организатор сельскохозяйственной артели, председатель колхоза «20 лет Октября»/имени Ленина Тахта-Базарского района Марыйской области.
Указом Президиума Верховного Совета СССР от 11 июня 1949 года присвоено звание Героя Социалистического Труда с вручением ордена Ленина и золотой медали «Серп и Молот».
Избирался депутатом Верховного Совета Туркменской ССР 1-го, 2-го, 3-го, 4-го и 5-го созывов.
Умер в Тахта-Базарском районе в 1976 году.